# Heidelsbuch
Heidelsbuch ist ein Ortsteil der Stadt Füssen im bayerisch-schwäbischen Landkreis Ostallgäu. Der Weiler liegt etwa drei Kilometer nördlich von Füssen und etwa einen Kilometer östlich von Hopfen am See.

## Geschichte
Der Name leitet sich von Buche und dem Personennamen Haidolt ab und bedeutet „Buchenwaldung des Haidolt“. Bis 1971 gehörte Heidelsbuch zur Gemeinde Eschach, die dann in die Gemeinde Hopfen am See eingegliedert wurde. Bei der Gebietsreform 1978 wurde Hopfen am See in die Stadt Füssen eingegliedert.

## Persönlichkeiten
- Carl Benedek (1902–1967), österreichischer Jugendbuchillustrator, wohnte ab Ende der 1940er Jahre bis zu seinem Tod in Heidelsbuch[6]